# Trung tâm điện ảnh Busan
Trung tâm điện ảnh Busan (Busan Cinema Center, còn được gọi là "Dureraum", nghĩa là thưởng thức xem phim cùng nhau trong tiếng Hàn) là địa điểm chính thức, độc quyền của Liên hoan phim quốc tế Busan (BIFF), nơi diễn ra lễ khai mạc và bế mạc, tọa lạc tại Centum City, Haeundae-gu, Busan, Hàn Quốc. Trung tâm trị giá khoảng 150 triệu đô la Mỹ (167,85 tỷ won) này được khai trương vào ngày 29 tháng 9 năm 2011 sau gần ba năm xây dựng. Tính đến tháng 7 năm 2013, nó được Sách Kỷ lục Guinness thế giới ghi nhận là công trình có mái hẫng dài nhất. Trung tâm được thiết kế bởi công ty thiết kế kiến trúc của Áo là Coop Himmelb(l)au và được xây dựng bởi Hanjin Heavy Industries.

## Cấu trúc
Trung tâm bao gồm ba tòa nhà (Cine Mountain, Biff Hill và Double Cone), Nhà hát Biff (một nhà hát ngoài trời) với Mái nhà Nhỏ, Quảng trường Dureraum với Mái nhà Lớn. Trung tâm điện ảnh Busan, được xây dựng trên một lô đất rộng 32.137 m², chiếm 54.335 m² diện tích biểu diễn, ăn uống, giải trí và không gian hành chính. Trung tâm có hai mái nhà bằng thép. Mái nhà Lớn dài 163 m x rộng 60 m, với một phần hẫng 85 m và nặng 6.376 tấn. Mái nhà Nhỏ che phủ nhà hát ngoài trời Nhà hát BIFF có một phần hẫng khoảng 70 m, diện tích 66 m x 100 đến 120 m và nặng 1.236 tấn. Mái nhà Lớn là mái nhà hẫng dài nhất được công nhận bởi Sách Kỷ lục Guinness. Trần của Mái nhà Lớn và Nhỏ được phủ lên lần lượt với 23.910 và 18.690 bóng đèn LED.